# Попа, Юлиана
Юлиана Попа (рум. Iuliana Popa; род. 5 июля 1996, Комэнешти, Бакэу) — румынская гребчиха, выступающая за сборную Румынии по академической гребле с 2012 года. Бронзовая призёрка летних Олимпийских игр в Рио-де-Жанейро, чемпионка мира, двукратная чемпионка Европы, победительница и призёрка многих регат национального значения.

## Биография
Юлиана Попа родилась 5 июля 1996 года в городе Комэнешти, Румыния. Заниматься академической греблей начала в 2009 году, проходила подготовку в Бухаресте в столичном гребном клубе «Стяуа».
Впервые заявила о себе в гребле на международной арене в 2012 году, выиграв золотую медаль в распашных рулевых восьмёрках на чемпионате мира среди юниоров в Пловдиве. Год спустя в парных четвёрках заняла шестое место на юниорском мировом первенстве в Тракае. Ещё через год на аналогичных соревнованиях в Гамбурге показала пятый результат в той же дисциплине.
В 2015 году вошла в основной состав румынской национальной сборной и выступила на взрослом чемпионате мира в Эгбелете — в восьмёрках сумела квалифицироваться лишь в утешительный финал B и расположилась в итоговом протоколе соревнований на седьмой строке.
На чемпионате Европы 2016 года в Бранденбурге финишировала в восьмёрках четвёртой. Благодаря череде удачных выступлений удостоилась права защищать честь страны на летних Олимпийских играх 2016 года в Рио-де-Жанейро — в составе экипажа, куда также вошли гребчихи Роксана Коджану, Йоана Струнгару, Лаура Опря, Михаэла Петрилэ, Мэдэлина Береш, Аделина Богуш, Андрея Богьян и рулевая Даниэла Друнча, в решающем финальном заезде восьмёрок пришла к финишу третьей позади команд из Соединённых Штатов и Великобритании — тем самым завоевала бронзовую олимпийскую медаль.
После Олимпиады Попа осталась в составе гребной команды Румынии и продолжила принимать участие в крупнейших международных регатах. Так, в 2017 году в восьмёрках она одержала победу на этапе Кубка мира в Люцерне, на чемпионате Европы в Рачице и на чемпионате мира в Сарасоте.
В 2018 году восьмёрках выиграла европейское первенство в Глазго, тогда как на мировом первенстве в Пловдиве оказалась в финале пятой.